# SIMBAD

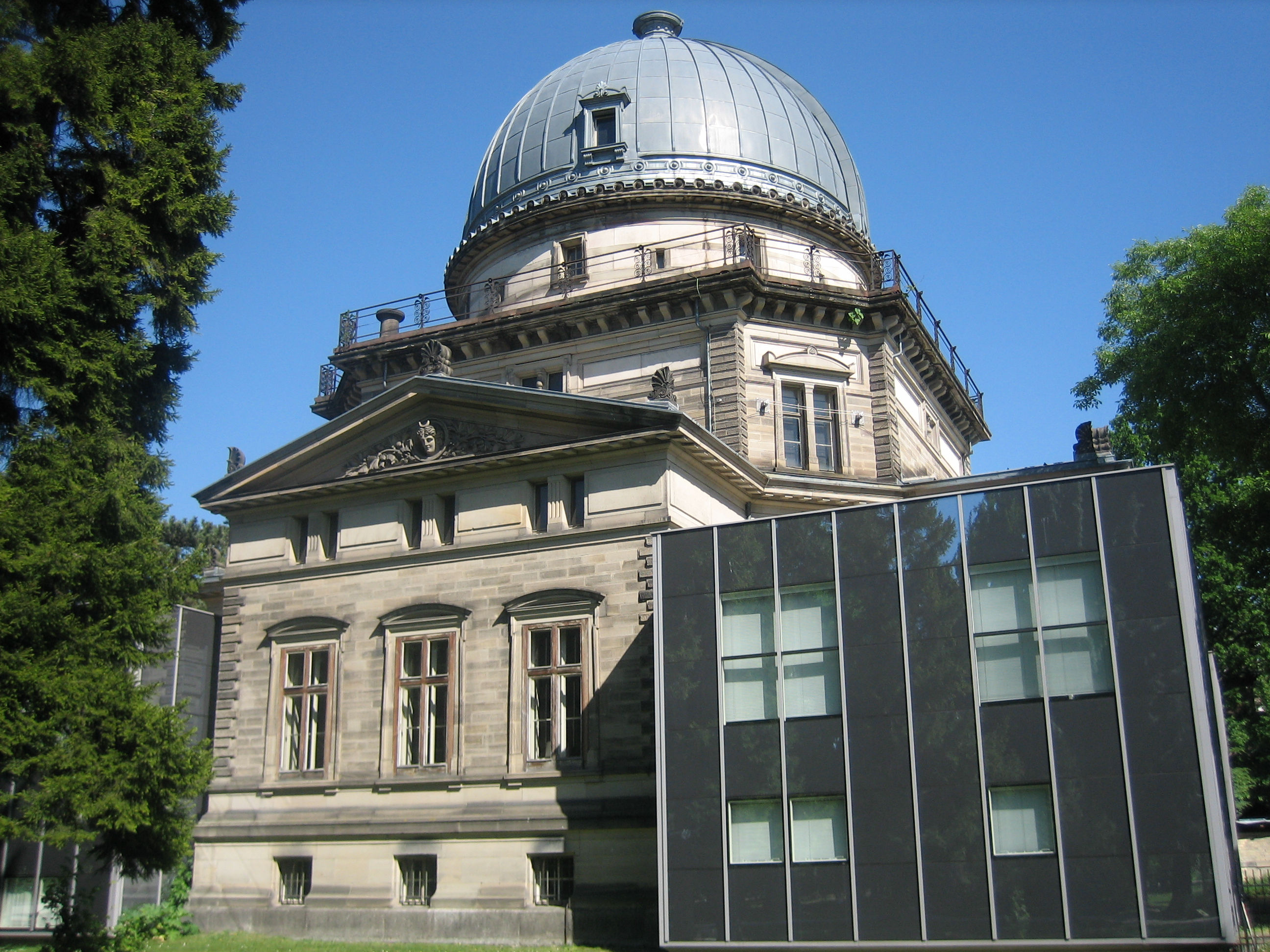
ストラスブール天文台

SIMBAD（シンバッド、the Set of Identifications, Measurements, and Bibliography for Astronomical Data）は太陽系外の天体のデータベース。フランスにあるストラスブール天文データセンターによって維持運営されている。
SIMBADは、1979年までムードンの計算機センターに存在したCatalog of Stellar Identifications（CSI）とBibliographic Star Index（BSI）を合体して構築され、他の星表や、論文、追加の情報を取り入れることで拡張された。1981年に開発されたVer.2からオンラインで閲覧が可能となった。1990年にリリースされたVer.3はC言語を用いて開発され、ストラスブール天文台のUNIXベースのシステムで運用された。2022年現在はVer.4で運用されており、データはデータベース (DBMS) のPostgreSQLに保存され、Javaで記述されたサポートソフトウェアによって閲覧可能である。2022年6月14日の時点で、13,346,575の天体のデータが収蔵されている。
小惑星 (4692) SIMBADは、SIMBADの書誌データベースとオンラインカタログ検索サービスの構築と維持に貢献したストラスブール天文データセンターの全てのスタッフの栄誉を称えて命名された。

## 使用方法
SIMBADで天体の情報を調べる際はBasic Searchの他多くの機能が使用可能であるがここではBasic Searchでの使用方法のみを解説する。
Basic Searchでは英語でその天体の名称を入力することで検索できる。そのため日本語で調べても検索できない。検索してそれに一致する天体がある場合は上の方に名称が掲載される。また、固有名だけでなく、バイエル名やカタログでの番号でも検索可能である。ベガの場合、こと座アルファ星を英語でAlpha Lyraと検索しても、HD 172167と検索しても同一のデータが得られる。

### データについて
データのほとんどが英語で書かれているので日本語で説明する。まず一番上にはCoord(座標を意味するcoordinateの略)とあり、ICRSとは国際天文基準座標系、Gal Coordとは銀河座標を表す。次にProper Motionとあるがこれは固有運動のことである。単位[mas/yr]はミリ秒毎年。その下がRadial velocityとRedshiftであり、それぞれ視線速度と赤方偏移を表す。視線速度の単位は[km/s]、赤方偏移は単位なし。Parallaxesは年周視差で、単位はミリ秒。Spectral Typeはスペクトル分類のことでA0VaならA型主系列星を指す。一番下にあるU、B、V、R、I、J、H、Kは等級を表しているがこれは観測する波長による等級の違いを表している。詳細は等級 (天文)#UBVシステムを参照。
更に詳細なデータが欲しい場合はCollections of Measurementsで直径 (diameter) や金属量 (fe_h) などを調べることができる。